# Viticoltura in Thailandia
La viticoltura in Thailandia è un settore in crescita che si sta facendo conoscere a livello internazionale grazie all'adozione di tecniche agricole innovative e all’adattamento di vitigni internazionali. Nonostante il clima tropicale e le difficoltà ambientali, alcune zone, come Khao Yai e Monsoon Valley, stanno emergendo nella produzione vinicola di alta qualità.

## Storia
La viticoltura in Thailandia ha origini negli anni '80 grazie a un progetto voluto dalla famiglia reale. Questo programma mirava a migliorare la qualità del vino nel paese e a diversificare l’agricoltura locale. Nel tempo la produzione vinicola è cresciuta spingendo la Thailandia ad adottare metodi innovativi per superare le difficoltà climatiche. Oggi la viticoltura thailandese è riconosciuta per la sua qualità, anche se rimane un settore in via di sviluppo rispetto a tradizioni vinicole più consolidata.

## Clima
Il clima tropicale della Thailandia presenta sfide significative per la viticoltura con temperature elevate e un'umidità costante durante tutto l'anno. Queste condizioni possono favorire la crescita di malattie fungine e batteriche che colpiscono le viti. Tuttavia, gli enologi locali hanno adattato pratiche agricole come la gestione dell'irrigazione e l'uso di varietà resistenti permettendo la produzione di vino di qualità nonostante le difficoltà. La ricerca in questo settore si concentra sulla selezione di vitigni che possano prosperare in un ambiente caldo e umido.

## Regioni vitivinicole

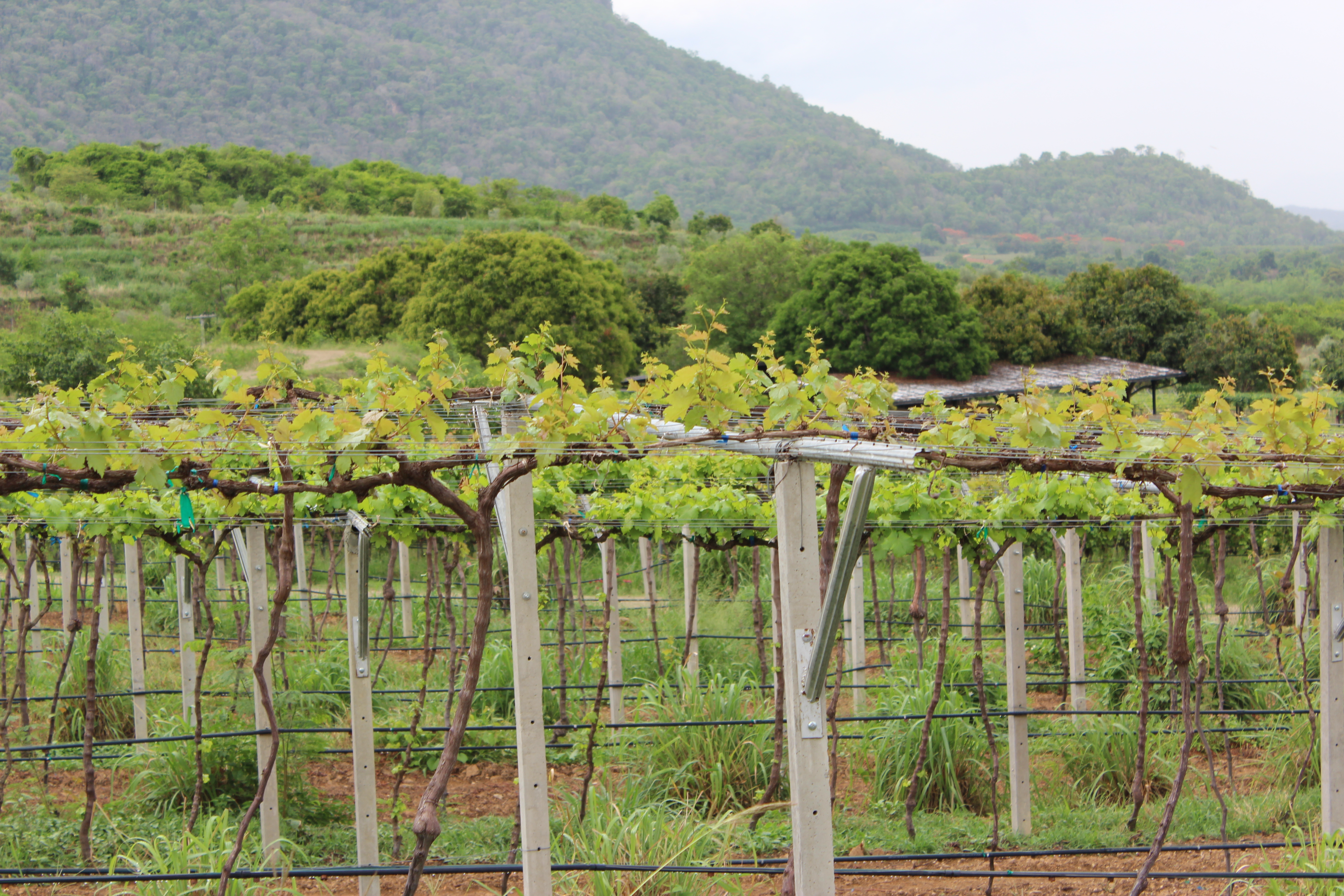
Vitigni nella zona di Hua Hin

Le principali regioni vitivinicole della Thailandia sono Khao Yai, Hua Hin e Monsoon Valley. Khao Yai, situata a nord di Bangkok, è conosciuta per le sue altitudini che mitigano le temperature estreme creando un ambiente favorevole alla crescita della vite. Hua Hin, più a sud, è una località costiera che si distingue per i suoi terreni sabbiosi e ben drenati, ideali per la coltivazione di vitigni robusti. Infine, Monsoon Valley, una delle aziende vinicole più note, ha sviluppato un approccio sostenibile con l’adozione di pratiche agricole ecocompatibili e tecniche di vinificazione moderne.

## Vitigni
In Thailandia sono coltivate principalmente varietà internazionali come Chenin blanc, Tempranillo e Syrah. Questi vitigni sono stati scelti per la loro capacità di adattarsi al clima locale e per il loro rendimento in condizioni di calore elevato. Il Chenin Blanc, in particolare, è apprezzato per la sua freschezza e acidità che si adattano bene ai vini bianchi tropicali. Altre varietà come Shiraz e Tempranillo, generalmente utilizzate per i vini rossi, sono riuscite a prosperare grazie all’attenzione dedicata alla gestione del suolo e alla protezione delle viti

## Vini
I vini thailandesi, pur essendo ancora poco conosciuti all'estero, stanno rapidamente guadagnando riconoscimenti per la loro qualità e unicità. La produzione di vino in Thailandia si concentra principalmente su vini bianchi freschi e vini rossi corposi, che esprimono bene il terroir tropicale. I produttori locali sono in continua evoluzione cercando di affinare le tecniche di vinificazione per migliorare la qualità e offrire prodotti che possano competere sul mercato internazionale. Negli ultimi anni la crescita del turismo enologico e la riduzione delle tasse sui vini nel 2024 hanno contribuito alla visibilità globale dei vini thailandesi.